# Синіцин Іван Флегонтович
Іван Флегонтович Синіцин (6 липня 1911, село Новозакатново Кінешемського повіту Костромської губернії, тепер Вічузького району Івановської області, Російська Федерація — 26 червня 1988, місто Москва) — радянський діяч, міністр тракторного і сільськогосподарського машинобудування СРСР, голова РНГ Волгоградського (Нижньоволзького) економічного району. Кандидат у члени ЦК КПРС у 1966—1981 роках. Депутат Верховної Ради СРСР 4—10-го скликань.

## Біографія
Народився в родині робітника. У 1928—1929 роках — кресляр заводу «Металіст» міста Вічуги.
У 1929—1932 роках — учень Нижньогородського автомеханічного технікуму, технік-технолог.
У 1932—1936 роках — майстер, начальник сектора, технолог, старший технолог відділу праці та якості Горьковського автомобільного заводу.
У 1936—1940 роках — начальник відділу технічного контролю, начальник цеху, головний механік заводу «Красная Этна» міста Горький.
У 1937 році закінчив вечірнє відділення Горьковського індустріального інституту імені Жданова, інженер-механік.
Член ВКП(б) з 1940 року.
У 1940—1944 роках — головний інженер, у 1944—1946 роках — директор заводу «Красная Этна» міста Горький.
У 1946—1950 роках — директор Уральського автомобільного заводу міста Міас Челябінської області.
У 1950—1957 роках — директор Сталінградського тракторного заводу.
29 травня 1957 — 25 грудня 1962 року — голова Ради народного господарства (РНГ) Сталінградського (Волгоградського) економічного адміністративного району.
25 грудня 1962 — 2 жовтня 1965 року — голова Ради народного господарства (РНГ) Нижньоволзького економічного району.
2 жовтня 1965 — 10 жовтня 1980 року — міністр тракторного і сільськогосподарського машинобудування СРСР.
З жовтня 1980 року — персональний пенсіонер союзного значення в Москві.
Помер 26 червня 1988 року. Похований на Кунцевському цвинтарі в Москві.

## Нагороди і звання
- орден Леніна (1961)
- орден Жовтневої Революції (1971)
- орден Вітчизняної війни І ст. (1944)
- орден Червоної Зірки (1944)
- чотири ордени Трудового Червоного Прапора (1942, 1945, 1949, 1975)
- три ордени «Знак Пошани» (1943, 1952, 1966)
- медалі